# Maksim Jakucenia
Maksim Jewgienjewicz Jakucenia (ros. Максим Евгеньевич Якуценя; ur. 14 lutego 1981 w Sierowie) – rosyjski hokeista.

## Kariera
- Mietałłurg Sierow (1998-2001)
- Mieczeł Czelabińsk (2001-2003)
- Saławat Jułajew Ufa (2003)
- CSKA Moskwa (2003-2006)
- Mietałłurg Nowokuźnieck (2006)
- Awangard Omsk ([2006-2009)
- Nieftiechimik Niżniekamsk (2009-2011)
- Traktor Czelabińsk (2009-2013)
- Donbas Donieck (2013–2014)
- Mietałłurg Magnitogorsk (2014–2015)
- Traktor Czelabińsk (2015-2018)
- HC 07 Detva (2018/2019)

Wychowanek Mietałłurga Sierow. W latach 2009–2013 zawodnik Traktora Czelabińsk. W październiku 2012 roku uczestniczył w wypadku samochodowym, w wyniku którego poważne obrażenia odniosły dwie osoby. Od 1 maja 2013 zawodnik Donbasu Donieck, związany dwuletnim kontraktem. Od lipca 2014 zawodnik Mietałłurga Magnitogorsk. Od końca kwietnia 2015 ponownie zawodnik Traktora, związany dwuletnim kontraktem. W październiku 2018 przeszedł do słowackiego klubu HC 07 Detva.

## Osiągnięcia
Klubowe
- Puchar Kontynentu: 2012 z Traktorem
- Brązowy medal mistrzostw Rosji: 2012 z Traktorem Czelabińsk
- Srebrny medal mistrzostw Rosji: 2013 z Traktorem Czelabińsk

Indywidualne
- KHL (2012/2013):
  - Pierwsze miejsce w klasyfikacji zwycięskich goli meczowych w sezonie zasadniczym: 8 goli
- KHL (2013/2014):
  - Nagroda Żelazny Człowiek - najwięcej rozegranych meczów w ostatnich trzech sezonach: 213[7]
- KHL (2013/2014):
  - Nagroda Żelazny Człowiek - najwięcej rozegranych meczów w ostatnich trzech sezonach: 213[8]